# Nitrazepam
Nitrazepam (INN) je léčivo ze skupiny benzodiazepinů. V anglicky mluvících zemích se prodává pod obchodními značkami Alodorm, Arem, Insoma, Mogadon, Nitrados, Nitrazadon, Ormodon, Paxadorm, Remnos a Somnite. Jedná se o hypnotikum se sedativními a motoriku narušujícími vlastnostmi, též s vlastnostmi anxiolytickými, amnestickými, antikonvulzivními a myorelaxačními. Nitrazepam se dodává v podobě tablet o obsahu 5 nebo 10 mg účinné látky. V Nizozemsku, Austrálii, Izraeli a Spojeném království jsou k dispozici pouze tablety 5 mg. V Česku není k roku 2023 registrován žádný léčivý přípravek obsahující nitrazepam.

## Terapeutické použití
Nitrazepam se nejčastěji používá pro léčbu krátkodobých problémů se spánkem (nespavosti), jmenovitě s obtížným usínáním, častým či brzkým probouzením nebo s kombinací více problémů. Nitrazepam působí dlouho a někdy se používá u pacientů, kteří mají potíže s udržováním spánku. Nitrazepam zkracuje dobu usínání a prodlužuje spánek. Je užitečný i při léčbě klonických křečí a využívá se také při křečových poruchách u dětí, včetně Westova syndromu. Užitečnost nitrazepamu je však limitována kvůli dávce omezující sedativní vedlejší efekty.